# Daniel Julien
Daniel Julien, né le 23 décembre 1952 à Paris 10e, était une personnalité française du monde des affaires, fondateur et président de la société Teleperformance.

## Biographie
Après une licence en sciences économiques de l'Université Paris-Nanterre, il est chef des ventes de la société Jacquet, puis chef de produit chez Boursin.
En 1978, il crée la société Téléperformance dont il est d'abord le PDG, puis le président du conseil de surveillance, puis le président du directoire (depuis 2010). À partir de 2017, il cumule les fonctions de président et de directeur général à la suite du départ de Paulo César Salles Vasques qui a été directeur général de 2013 à 2017.

## Revenus et fortune
Sa rémunération a défrayé la chronique à plusieurs reprises. Ainsi, en 2016, il aurait touché près de 18 millions d'euros dont un fixe de 4,7 millions, et le reste sous forme d'actions de la société.
En 2019, il touche 13,2 millions d’euros, dont 2,34 millions d’euros au titre de sa rémunération fixe, et 8,5 millions d’euros sous forme d’attribution d’actions gratuites.
Sa participation de près de 2 % dans Téléperformance valorise sa fortune à environ 230 millions d'euros en 2020.
En 2021, il perçoit 19,6 millions d'euros. Sa rémunération représente 1484 fois plus que le salarié moyen de l’entreprise Teleperformance.

## Vie privée
Il est installé depuis longtemps en Amérique du Nord, d'où il dirige souvent son entreprise en télétravail. On le trouve à Miami en 2013 ou en 2017 et en Caroline du Sud en 2020.
Il a 5 filles.